# NGC 355
NGC 355 este o galaxie lenticulară situată în constelația Balena. A fost descoperită în 27 septembrie 1864 de către Albert Marth.